# Pärnu JK
Der Pärnu JK (Pärnu Jalgpalliklubi) ist ein estnischer Frauenfußballverein. Der Verein wurde am 21. Juli 1989 gegründet und spielt in der Naiste Meistriliiga. Er ist mit 12 Titeln estnischer Rekordmeister bei den Frauen.

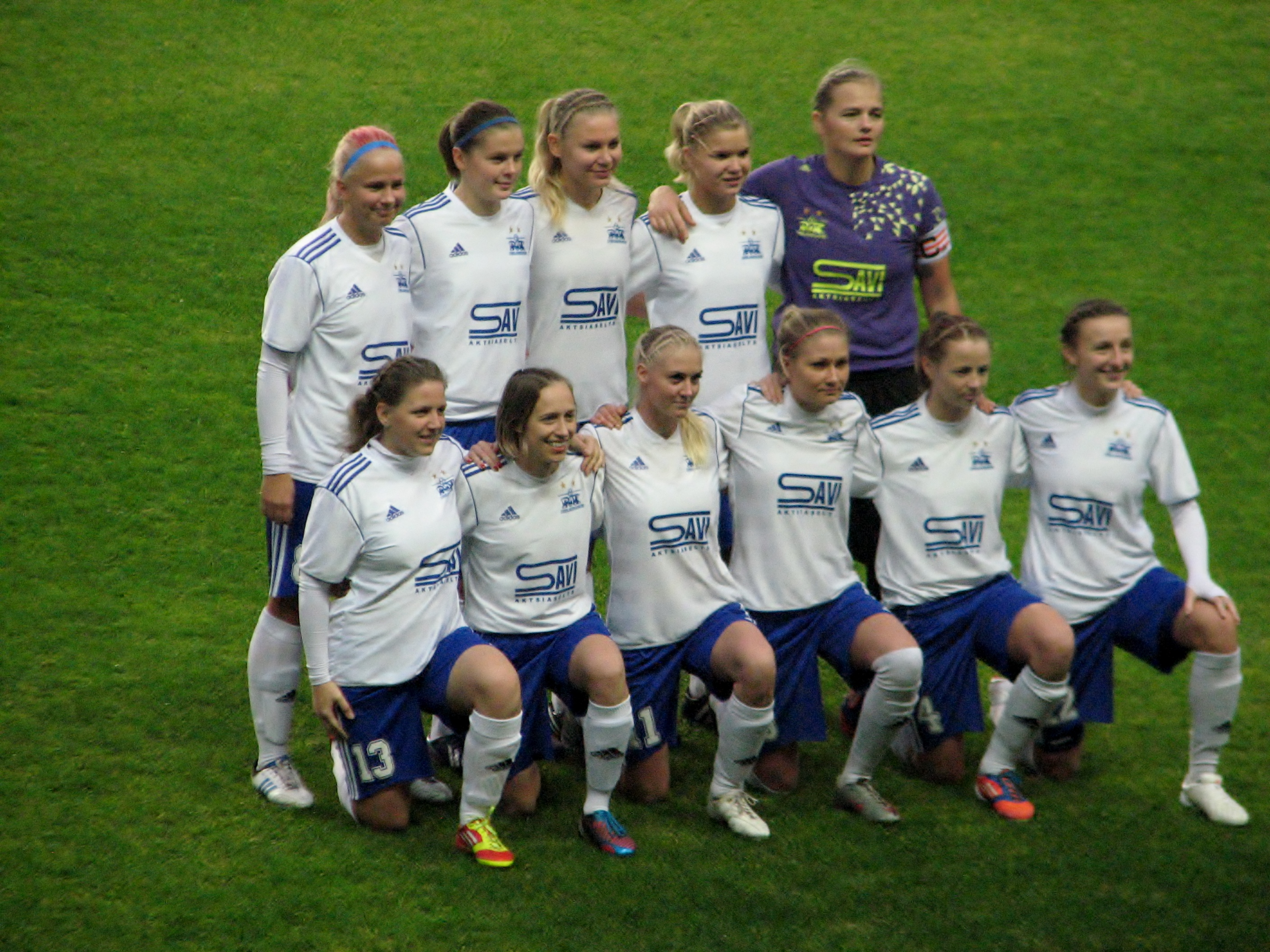
Mannschaftsaufstellung im Oktober 2013

## Erfolge
- Meister: 2003, 2004, 2005, 2006, 2010, 2011, 2012, 2013, 2014, 2015, 2016, 2017
- Pokalsieger: 2010, 2011, 2012, 2014, 2015, 2017
- Superpokalsieger: 2011, 2012, 2013, 2014, 2015, 2016, 2017

## Herrenmannschaft
Drei Jahre spielten die Herren in der Meistriliiga. 1992 stieg das Team ab und spielte in der Folge in der 3. Liga. 1994 waren sie wieder als Pärnu JK Kalev erstklassig und schafften mit Platz sieben den Klassenerhalt. Ein Jahr später, und wieder als Pärnu JK belegte die Mannschaft Platz acht und musste absteigen.
Zwischen 1999 und 2001, sowie 2002 und 2013 war das Team inaktiv. 2014 kam es zu einer Fusion mit Pärnu Linnameeskond. Nach der Lösung 2017 startete das Team wieder unter dem Namen Pärnu JK in der vierten Klasse. Seit 2020 spielt der Verein in der Esiliiga.